# 冰海绵轮虫
冰海绵轮虫（学名：Spongotrochus glacialis）为海绵盘虫科海绵轮虫属的动物。分布于太平洋，包括东海等海域。